# Humberto Rosa
Humberto Rosa (Santa Cruz das Posses, 18 de janeiro de 1908 — São Paulo, 1948) foi um pintor e desenhista brasileiro.

## Carreira
Participou do Grupo Santa Helena e da Família Artística Paulista, porém é um dos integrantes menos conhecidos destes dois movimentos. Ao contrário da maioria dos integrantes do grupo, não exerceu atividades ligadas ao meio operário, se sustentando com o salário de professor de desenho, profissão que exerceu até o final da vida.
Oriundo de família italiana, começou a trabalhar cedo, ajudando o pai em seu armazém. Em 1927, passou a residir na cidade de São Paulo, ingressando na Escola de Belas Artes.
Devido à saúde frágil e à morte precoce, não produziu tanto como os outros "santelenistas". Suas obras acabaram se perdendo e se dispersando, de forma que se tornaram artigos raros e preciosos para a compreensão dos movimentos artísticos das décadas de 30 e 40. 
Suas obras, especialmente as paisagens, registram a origem interiorana e a vida na São Paulo em expansão.